# 鈴木健二の著書一覧
鈴木健二の著書一覧（すずきけんじのちょしょいちらん）は、鈴木健二の執筆した著書の一覧・リストである。鈴木が尊敬するピカソが日記に「多くの人は日記を書く。自分は日記のかわりに絵を描く」と書いた言葉に感動、「多くの人は日記を書く、それならば私は原稿を書く」と決心した。

## 1960 - 1970年代
- 『話術の科学 うまい話し方と説得の秘訣』冬樹社 1966　『話し方の科学』講談社+α文庫、1994年
- 『人を動かす話術 口べたの損を解消する秘訣』大和書房 ペンギン・ブックス 1968
- 『挨拶のすべて どんなときにも困らない司会・式辞・挨拶』梧桐書院 1969
- 『女性らしい話し方 娘・妻・母のための』梧桐書院 1969
- 『生きる勇気 自分自身の道を切りひらく7つの指針』大和書房 銀河選書 1970
- 『鈴木健二のスピーチ商法』日本能率協会 1970
- 『現代奥さま気質』鎌倉書房 1971
- 『心で語ろう 口べたの哲学』ダイヤモンド社 1971　のち新潮文庫
- 『鈴木健二のスピーチ全科』家の光協会 1971
- 『紙てっぽう』西日本新聞社 1972　『ビッグマン紙鉄砲』新潮文庫
- 『鈴木健二の生々酒転 "こんにちは奥さん"が心から愛した人たち』ビクトリー出版 1972
- 『愛のかたち』梓書院 1973
- 『鈴木健二の聞き方入門』日本能率協会 1973
- 『誰とでも話してやろう 私の海外レポート』日本放送出版協会 1973 のち講談社文庫
- 『人を動かす話術 口ベタの損を解消する秘訣』大和出版販売 1973
- 『女らしさ愛らしさ 美しく生きるための心得』大和出版販売 1974
- 『苦しいからもう少し生きてみよう』(大和出版、1974年10月）
- 『上手な話し方のコツ 魅力的な会話術』永岡書店 1974
- 『人間の魅力とは何か』日本能率協会 1974
- 『美しき"おんな"への道 あなたのための新・青春論』集英社 コバルト・ブックス 1975 のち文庫
- 『発想に強くなる本 「プラス1」による自己開発法』大和出版 1976
- 『愛のかたち 女が女であることの美しい条件』大和出版 1977
- 『新しい手紙全書 どんなときにも困らない』梧桐書院 1977
- 『NHKの名アナが語る他人の生きざま私の生きざま』学習研究社、1977年6月。NDLJP:12191252。
- 『女の暮らし再発見 : 生活の中にやさしさを』PHP研究所、1977年10月15日。NDLJP:12141177。のち文庫
- 『人間の価値は何で決まるか』大和出版 1977
- 『他人の生きざま私の生きざま NHKの名アナが語る』（学習研究社、1977年6月）
- 『ビッグマン愚行録』（学習研究社、1977年3月）のち新潮文庫
- 『この人と語ろう』日本放送出版協会、1978年7月20日。NDLJP:12256004。
- 『敬語に強くなる本 豊かな日本語への招待』（大和出版、1978年5月）
- 『聡明な女とよばれる14章 人づきあいから魅力的な会話・文章の書き方まで』（主婦と生活社、1978年4月）
- 『南米ニッポン植民地 ブラジル現地取材記』（学習研究社、1978年4月
- 『新入社員の90日 一歩先んじる自己研修の本』（大和出版、1979年）のち新潮文庫

## 1980 - 1983年
- 『30代に男がしておかなければならないこと』（大和出版、1980年11月）のち新潮文庫
- 『男が40代にやっておくべきこと 人生の勝負はここで決まる』（大和出版、1980年5月）のち新潮文庫
- 『これがサラリーマンだ フレッシュマンへの26のアドバイス』梧桐書院 1980
- 『聡明な女の人間関係12章 親子・友人・職場・隣近所…エチケットからつきあい方』（主婦と生活社、1980年1月）
- 『鈴木健二の話し方ゼミナール いい話はだれにでもできる』（大和出版、1981年5月）
- 『こんな暮らしを知ってますか？ 聡明な女の春夏秋冬』（主婦と生活社、1981年2月）
- 『女らしさ物語 美しく生きる45章』（小学館、1982年）のち集英社文庫
- 『生きることは苦しくてもなお素晴しい 鈴木健二エッセンス』（大和出版、1982年11月）
- 『気くばりのすすめ』（講談社、1982年9月）のち文庫
- 『自分学のすすめ いま男としてなすべきこと』（ダイヤモンド社、1982年）のち新潮文庫
- 『女性らしい話し方 娘・妻・母のための』（梧桐書院、1982年8月）
- 『男は20代に何をなすべきか ”人間の基本“を身につけるために』（大和出版、1982年7月）のち新潮文庫
- 『現代文章作法 ビジネスから日常生活まで知的自己表現』（講談社、1983年12月）
- 『好かれる人になる一日一訓 伸びる社員に贈る言葉』（日新報道、1983年12月）
- 『本を読むとこんなにトクをする』（講談社、1983年10月）
- 『暮らしの知恵が豊かな女は美しい 鈴木健二エッセンス』（大和出版、1983年9月）
- 『気くばりのすすめ 〈続〉』（講談社、1983年7月）のち文庫
- 『心豊かにする一日一訓 人間的魅力をつくる人生教科書』（日新報道、1983年6月）
- 『仕事に生きる男の魅力とは何か 鈴木健二エッセンス』（大和出版、1983年6月）
- 『女の美しさ女のやさしさ 確かな生き方を求めるあなたに』（大和出版、1983年6月）
- 『“やさしさ”が女性を美しくする 鈴木健二エッセンス』（大和出版、1983年4月）
- 『いい話し方はいい人間関係をつくる 鈴木健二エッセンス』（大和出版、1983年）のち三笠書房知的生きかた文庫
- 『「おんな」を語る 鈴木健二vs作家26人』実業之日本社 1983
- 『鈴木健二の大直言 これでいいのか、日本人は』サンケイ出版 1983
- 『ベストビジネスマンへの道（梧桐書院、1983年1月）

## 1984 - 1987年
- 『鈴木健二の男学・女学』（講談社、1984年11月）
- 『体当り幸福論』（講談社、1984年10月）
- 『鈴木健二 お元気ですか』全10巻（日本放送出版協会、1984-88年）
- 『信用を育てる技術 人生に勝つ心の財産づくり』（光文社、カッパ・ビジネス　1984年7月）
- 『ふれあう心の一日一訓 「家庭教育の知恵」教えます』（日新報道、1984年5月）
- 『世の中を生きる人間学 つき合い方・競い方』（青春出版社プレイブックス、1984年）『世の中を生きる自分学』（青春文庫、1994年）
- 『心を燃やそう』（講談社、1984年）のち文庫
- 『人間の魅力とは何か』（日本能率協会マネジメントセンター、1984年）のち三笠書房・知的生きかた文庫
- 『巨人が強けりゃ文句なし』（サンケイ出版、1984年4月）
- 『やァ奥さんこんにちは』新潮社〈新潮文庫〉、1984年3月25日。NDLJP:12145683。
- 『いまリーダーがなすべきこと 職場を“高性能化”するために』（大和出版、1984年1月）
- 『男が10代にやっておくこと 人生を確かに歩み出すために』（大和出版、1985年）のち新潮文庫
- 『愛への視線 男が“おんな”を見つめるとき』（主婦と生活社、1985年11月）
- 『図太さのすすめ 頭で喋ると損をする』プレイブックス（青春出版社、1985年）のち文庫
- 『私の発言「言葉」 話し方・男の人生に関する断想99編』（大和出版、1985年9月）
- 『私の発言「人生」 生き方に関する断想109編』（大和出版、1985年7月）
- 『私の発言「愛」 女性に関する断想118編』（大和出版、1985年5月）
- 『鈴木健二 人生名言365 心を支える珠玉のことば』（日新報道、1985年4月）
- 『鈴木健二のお父さん子どもに野性を贈ろう』（学習研究社、1985年4月）
- 『思いやる心の物語』（主婦と生活社、1985年2月）
- 『女性が三十代で考えるであろうこと 鈴木健二の生き方エッセイ』（主婦の友社、1985年2月）
- 『高校生の心の名言集』（開隆館出版販売、1986年11月）
- 『定年よ、小志を抱け 男が「その時」に決意すべきこと』（大和出版、1986年7月）
- 『サラリーマン出世する人しないヤツ』（小学館、1986年6月）
- 『おんなの腕まくり ことわざに女が生きるとき』（主婦の友社、1986年2月）
- 『やさしさ物語』（主婦と生活社、1986年2月）
- 『心の知恵を生きる』（日本実業出版社、1987年12月）
- 『鈴木健二の仕事のマナー あなたを助けてくれる味方のつくりかた』（開隆堂出版販売、1987年10月）
- 『明日を信じて走れ 20のショート・ストーリーで読む「男のビジネス」実践訓』（大和出版、1987年7月）
- 『こんな女（ひと）には二度と会いたくない』（三笠書房、1987年）のち知的生きかた文庫
- 『対人学 主役で生きるか脇役で生きるか』プレイブックス（青春出版社、1987年5月）
- 『ニッポン真面目ゼミナール』サンケイ出版、1987年5月10日。NDLJP:12241231。
- 『鈴木健二の家族のマナー いま、日本人の心の原点・家庭 聞き書き（開隆堂出版販売、1987年1月）

## 1988 - 1990年
- 『役に立つ日本史物語 歴史巷談』（講談社、1988年）のち文庫
- 『男が定年に決意すべきこと』（大和出版、1988年9月）
- 『頭のつかい方私の方法』（三笠書房、知的生き方文庫、1988年3月）
- 『言葉は、女の最高のおしゃれ あなたを美しく装う心のアクセサリー』（ごま書房新社、1988年3月）
- 『自分実現のすすめ うまく生きるか、ヘタに生きるか』プレイブックス（青春出版社、1988年3月）
- 『記憶力のすすめ』（講談社、1988年）のち文庫
- 『男が50代になすべきこと』（大和出版、1989年）のち新潮文庫
- 『迷いながら生きてるのが人間なんだ』大和出版 1989
- 『「日常塾」確かな生き方を求めて』（講談社、1989年11月）
- 『「進歩向上」のヒント 鈴木健二の頭のいい“日常学”』（三笠書房、1989年9月）
- 『頭はうまく使わなきゃ もう一つ別のやり方実践学』プレイブックス（青春出版社、1989年3月）
- 『言葉は「人間」をつくる 話し方・男の人生に関する断想九十九編』（大和出版、1990年9月）
- 『楽天的生きかたがいい 「人間としての魅力」に関する断想109編』（大和出版、1990年7月）
- 『愛する女性（ひと）は愛される 女の人生に関する断想一一八編』（大和出版、1990年6月）
- 『日常塾感動ある生き方を探して』（講談社、1990年1月）

## 1991 - 1994年
- 『こころ物語』（講談社、1991年9月）
- 『夫婦が読む本』（三笠書房、1991年3月）
- 『われに生きる山河あり いま地方は発信する』（実業之日本社、1992年7月）
- 『ネアカ人間のすすめ 自分を伸ばす知恵・人生を楽しむ秘訣』（大和出版、1992年1月）
- 『一歩先の「発想」が湧いてくる本 プラス1の方法で平凡が非凡に変わる』（大和出版、1993年1月）
- 『人は「自分の仕事」をするために生まれた』（PHP研究所、1994年10月）
- 『男には「男の流儀（スタイル）」がある 筋金入りの生き方・12章』（大和出版、1994年6月）
- 『あなたの手をわたしに ボランティアのすすめ』（双葉社、1994年4月）
- 『町おこし心おこし』（NTT出版、1994年4月）
- 『男は定年をどう迎えるべきか』（大和出版、1994年4月）
- 『仕事に生きる男の魅力とは何か 鈴木健二エッセンス』（大和出版、1994年4月）
- 『暮らしの知恵が豊かな女（ひと）は美しい 鈴木健二エッセンス』（大和出版、1994年3月）
- 『生きることは苦しくてもなお素晴しい 鈴木健二エッセンス』（大和出版、1994年3月）
- 『“やさしさ”が女性を美しくする 鈴木健二エッセンス』（大和出版、1994年3月）
- 『いい話し方はいい人間関係をつくる 鈴木健二エッセンス』(大和出版、1994年1月）
- 『お嫁さんに読ませる本 姑・舅につき合う』（三笠書房、1994年1月）

## 1995 - 1998年
- 『日本人の作法 心優しい人間関係・思いやり家族の条件』（廣済堂出版、1995年10月）
- 『歴史に学ぶ不惑の人生 40代の生きるヒント』（世界文化社、1995年10月）
- 『へたな頭の使い方で一生を終わるな！』（三笠書房、1995年）のち知的生きかた文庫
- 『60歳から65歳に男として想うこと この5年間を最高に生きる20章』（大和出版、1995年4月）
- 『男の流儀 人生篇』（大和出版、1996年12月）
- 『「プラス発想」から人生は開ける ネアカで自分を伸ばす30のヒント』（大和出版、1996年11月）
- 『男50代自分自身を生きるヒント』（大和出版、1996年9月）
- 『夫婦が読む本 〈続〉』（三笠書房、1996年9月）
- 『鈴木健二のビジネスマン・サバイバル読本 会社の内と外で味方を作って出世する仕事と振舞い方の極意』（マインドカルチャーセンター、1996年3月）
- 『自分を賢く生きるために何をすべきか！ 人生八十年時代の生きがいの見つけ方』（ベストセラーズ、1997年7月）
- 『壁にぶつかった時読む本』（三笠書房、1997年）のち知的生きかた文庫
- 『男ごころの系譜 古武士か好々爺か。15のキーワードによる大研究』乃木坂出版 1997
- 『気くばりのすすめ、十五年目』（講談社、1997年2月）
- 『われ、残生に悔いなし 鈴木健二流生きがいの見つけ方』（経済界、1998年5月）
- 『楽天的なほうがうまくいく』（三笠書房、1998年5月）
- 『ボランティアのすすめ』(双葉社・ふたばらいふ新書、1998年2月)

## 1999 - 2004年
- 『鈴木健二流ボランティアのすすめ』（芸術生活社、1999年7月）
- 『次の生き方 一歩踏み出そう！！』（扶桑社、1999年4月）
- 『美しい生き方に感動しよう』（講談社+α文庫、1999年4月）
- 『巨人が強けりゃこの世は極楽！ 巨人戦のない日に読む本』（三笠書房、1999年1月）
- 『傍若無人を叱る 当たり前な日本人の心を取り戻すために（青春出版社、2000年12月）
- 『夫婦平凡読本』（扶桑社、2000年11月）
- 『道徳革命 あなたの良心に問う』（NHK出版、2000年8月）
- 『仕事を楽しむ人逃げる人』（海竜社、2001年8月）
- 『「経験学」のすすめ 失敗から学ぶ人生の成功法則』（清流出版、2001年6月）
- 『楽老の季節を生きる』（実業之日本社、2002年9月）
- 『教室にいた青い鳥たち シロウト先生の押しかけ授業』（講談社、2002年3月）
- 『ありがとう物語』（モラロジー研究所、2003年8月）
- 『夫婦は何を語り合って生きるのか 永遠の会話の向こうに』（グラフ社、2004年12月）
- 『今、読書が日本人を救う 鈴木健二の「読書のすすめ」』（グラフ社、2004年10月）
- 『不器用なアナタへ』（グラフ社、2004年9月）
- 『人は50代60代に何をなすべきか 「老前」の生き方が「老後」の生き方を決める』(グラフ社、2004年6月）
- 『「話す日本語」面白ゼミナール 気くばり話法148』(海竜社、2004年6月）
- 『新・気くばりのすすめ 日本人の心をつなぐ原点』(講談社、2004年3月）

## 2005年 -
- 『若い世代に伝えたい私の「戦争」 祖父から孫へ』（グラフ社、2005年12月）
- 『この世に人を殺してもいい日はない』（グラフ社、2005年7月）
- 『人生は、いつだって「次の一歩」から開ける 有事サラリーマン戦陣訓』（大和出版、2005年6月）
- 『今日的良妻賢母 わが憧れの女性像（グラフ社、2005年3月）
- 『言技力 人の心の中に生き続ける100の言葉』（グラフ社、2006年5月）
- 『気くばりのすすめ 心のある社会をつくる「思いやりの技術」』（グラフ社、2006年2月）
- 『夫と妻 今より10倍いい関係ができる本』（三笠書房・知的生きかた文庫、2007年5月）
- 『死神の恐笑 メタボな私の巨腹絶倒35年』（大和出版、2009年2月）
- 『自分を「信じる」力 あきらめてはいけない、きっと、よくなる！』日本文芸社、2011年9月
- 『老いの災厄 七転びはしても八起きはない』PHP新書、2012年8月
- 『人間の光沢 長編エッセイ書下ろし』祥伝社、2012年12月
- 『老活のすすめ 六十代からのいい生き方、いい老い方』PHP研究所 2013年3月
- 『心づかいの技術』新潮新書 2013年6月
- 『私に1分間時間を下さい! NHK紅白歌合戦での真実』祥伝社 2013年12月
- 『気くばりのすすめ、三十四年目~どっこい、まだ生きております。』サイゾー 2016年6月
- 『青春の彩り　あゝ懐旧の花散りて』サイゾー 2016年10月
- 『昭和からの遺言』幻冬舎 2019年1月
- 『気くばりのすすめ　最終版』さくら舎 2020年4月
- 『何のため、人は生きるか　人生の礎を求めて90年』さくら舎 2020年9月

### 共著編
- 『愛 愛はほんとうの自分を教えてくれる』下重暁子共著 大和出版 1981年
- 『いま、女性が考えていること』編著、NHK出版、1983年7月
- 『プレイバック高校時代』〈1〉共著、福武書店、1983年
- 『私の気くばりのすすめ』編（講談社、1983年7月）、他にも多数

### 翻訳
- ウエイン・W.ダイアー『親と子の知的人間学 親は子のために何をすべきか』監訳 三笠書房 1987年

『わが息子、娘に最高の人生を贈る!』知的生きかた文庫 1991年　
- ロバート・シュラー『人をいかに愛し、生きるか』監訳 三笠書房 1989年

『自分に勇気がわいてくる本』知的生きかた文庫 1996年
- ウエイン・W.ダイアー『わが息子、娘のために父親は何ができるか』監訳 三笠書房 知的生きかた文庫 1991年
- ロバート・シュラー『チャンスは今!"うれしい変化"を起こす本 』監訳 三笠書房 知的生きかた文庫 2002年